# Buffalo Bisons 1937-1938
La stagione 1937-38 dei Buffalo Bisons fu l'unica nella NBL per la franchigia.
I Buffalo Bisons arrivarono quarti nella Eastern Division con un record di 3-6, non qualificandosi per i play-off.

## Roster
| N° | Naz.                   | Ruolo | Sportivo         | Anno | Alt. | Peso |
| -- | ---------------------- | ----- | ---------------- | ---- | ---- | ---- |
|    | Stati Uniti (bandiera) | A     | Bello Snyder     | 1912 | 175  | 84   |
|    | Stati Uniti (bandiera) | GA    | Al Cervi         | 1917 | 180  | 77   |
|    | Stati Uniti (bandiera) | C     | Eddie Malanowicz | 1910 | 191  | 100  |
|    | Stati Uniti (bandiera) | AC    | Neil O'Donnell   | 1914 | 196  | 95   |
|    | Stati Uniti (bandiera) | G     | Dan Carnevale    | 1918 | 183  | 84   |
|    | Stati Uniti (bandiera) | G     | Paul Coleman     | 1915 | 188  | 73   |
|    | Stati Uniti (bandiera) | GA    | Stan Raiman      | 1914 | 175  | 64   |
|    | Stati Uniti (bandiera) | A     | Bill Jackson     |      |      |      |
|    | Stati Uniti (bandiera) | AC    | Jim O'Donnell    | 1912 | 185  | 82   |
|    | Stati Uniti (bandiera) | A     | Johnny Lenhart   | 1915 | 193  | 82   |

## Staff tecnico
Allenatore: Allie Heerdt